# Montana (Bułgaria)

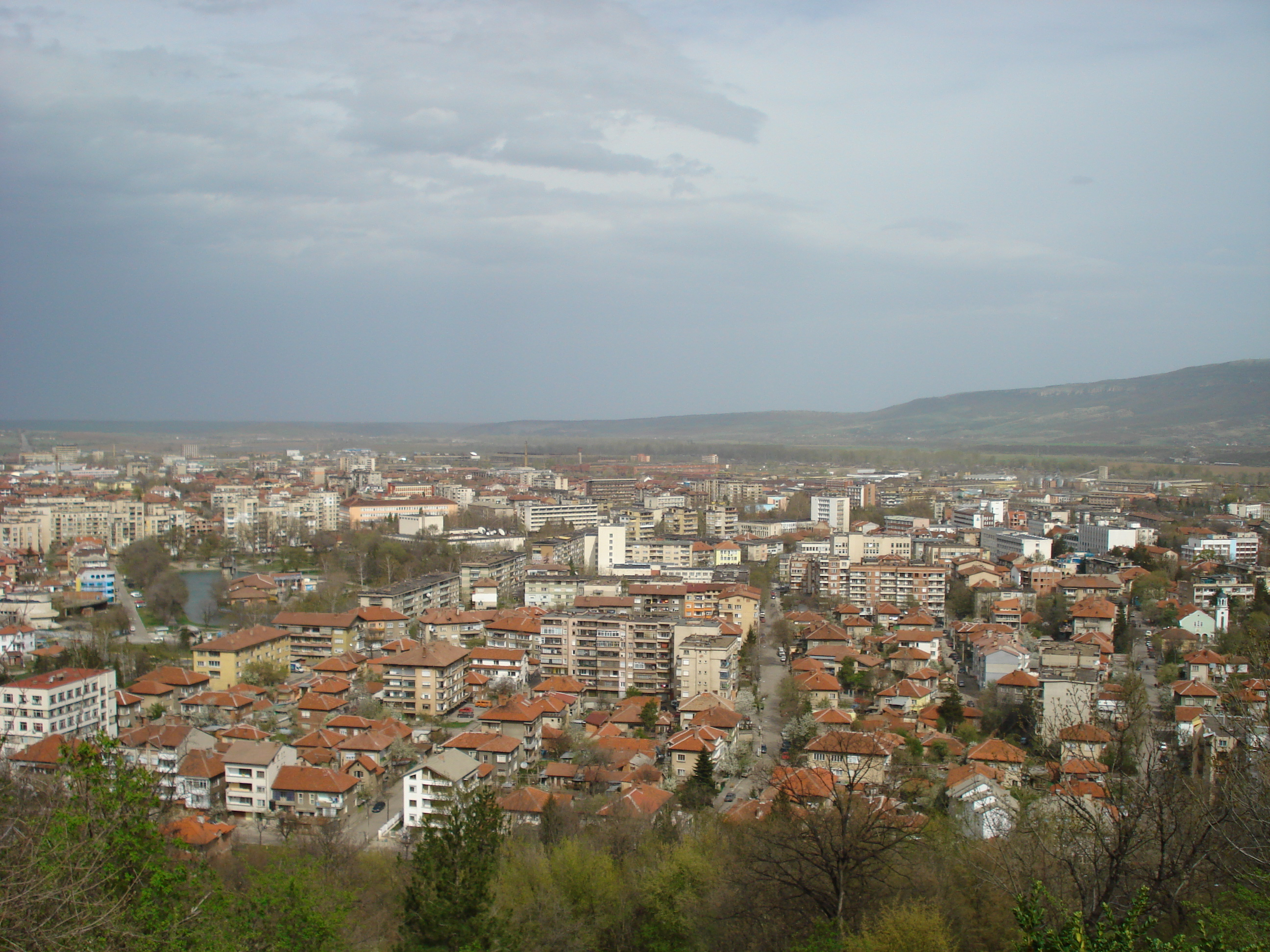
Panorama miasta

Montana (do 1993 Michajłowgrad, bułg. Монтана) – miasto w północno-zachodniej Bułgarii, ośrodek administracyjny obwodu Montana i gminy Montana nad rzeką Ogosta (dopływ Dunaju); przemysł elektrotechniczny i spożywczy (głównie winiarski).
Montana położona jest 50 km na południe od Dunaju, 40 km na północny zachód od miasta Wraca, 30 km na wschód od granicy z Serbią. Leży na średniej wysokości 135 m n.p.m. W mieście żyje 54 932 mieszkańców (dane z 13 września 2005). W mieście panuje klimat kontynentalny – zimy są zimne, a lata gorące. Średnia temperatura w styczniu to -2 °C, a w lipcu 25 °C. W ostatnich 20 latach, temperatury 35-40 °C w lecie nie występowały. Burmistrzem jest Złatko Żiwkow.

## Miasta partnerskie
- Bańska Bystrzyca, Słowacja
- Żytomierz, Ukraina
- Schmalkalden, Niemcy
- Pirot, Serbia
- Agurain, Hiszpania
- Dzierżynskij, Rosja[1]
- Kassel, Niemcy
- Surakarta, Indonezja
- Białogard, Polska